# تاتیانا ناوکا
تاتیانا ناوکا (روسی: Татьяна Александровна Навка؛ زادهٔ ۱۳ آوریل ۱۹۷۵) رقصنده روی یخ اهل روسیه بود.
وی همچنین برندهٔ جوایزی همچون نشان دوستی شده‌است.